# 内藤あゆみ
内藤 あゆみ（ないとう あゆみ、本名同じ、旧姓岩田（いわた）、1965年9月3日 - ）は、 三桂所属の元リポーター。
東京都出身。

## 来歴
1986年3月､十文字学園女子短期大学を卒業。
1990年3月、関口宏のサンデーモーニングを卒業した宮田佳代子の後任として、9月16日にテレビ初登場。10月7日には、富山県でチューリップテレビ開局した時も、テレビ中継で登場している。
1997年9月､番組のリニューアルにより、卒業。